# René R. J. Rohr
René Rodolphe Joseph Rohr (Estrasburgo el 20 de octubre de 1905 – Robertsau el 13 de diciembre de 2000) es considerado un historiador de la ciencia, especializado en gnomónica. Ha realizado varias contribuciones en la historia de la gnomónica, así como en la realización de relojes e sol. Fue vicepresidente de la British Sundial Society, de la SAFGA (Société astronomique de France, Groupe d’Alsace) y de la DGC (Deutsche Gesellschaft für Chronometrie, sociedad alemana para la cronometría). Es más conocido en sus publicaciones como René R. J. Rohr, René Rohr (en Alsacia), o R. R. J. Rohr (en el mundo anglosajón). Es autor, entre otras obras de Les Cadrans solaires. Traité de gnomonique théorique et appliquée (1965) que reedita y amplia en el año 1986 bajo el título:  Cadrans solaires : histoire, théorie, pratique. Traité de gnomonique (Tratado de gnomónca. Los cuadrantes solares: historia, teoría, práctica). 